# Mange (téléfilm)
Pour les articles homonymes, voir Mange.
Pour plus de détails, voir Fiche technique et Distribution.
Mange est un téléfilm de 84 minutes créé par Julia Ducournau et Virgile Bramly, et diffusé à partir du 10 juillet 2012 sur Canal+.

## Synopsis
Laura est devenue adulte, mais elle garde encore une trace de son harcèlement scolaire. Lors d'une réunion anonyme sur la boulimie et l’anorexie, elle y redécouvre Shirley, la fille qui a provoqué ce harcèlement. Leur rencontre déforme alors la vision qu'elles avaient entretenue depuis l'école.

## Fiche technique
- Production : Gilles Galud pour La Parisienne d'Images et Bruno Gaccio pour La Fabrique
- Réalisation et scénario : Julia Ducournau et Virgile Bramly
- Durée : 90 min
- Pays : France
- Diffuseur : Canal+
- Première diffusion : 10 juillet 2012

## Distribution
- Julien Boisselier : Igor
- Jennifer Decker  : Laura
- Élodie Frenck  : Shirley
- Georgia Sélignac : Laura à 14 ans
- Fabio Zenoni : François
- Garance Marillier : Anna
- Cédric Vieira : Franck
- Gustave Kervern : Vinnie
- Michaël Abiteboul : Louis
- Bernard Blancan : le proviseur
- Julia Ducournau : La cousine à moustache (caméo)